# Gemworld
Gemworld, anche noto come Faerie, è una delle due terre dimensionali immaginarie delle Fate, come pubblicato dalla DC Comics. Nel flusso principale dell'Universo DC tutti i membri della razza delle fate furono rilocati in una dimensione di nome Gemworld che debuttò in Amethyst, la Principessa di Gemworld n. 1 (maggio 1983), e fu creata da Dan Mishkin, Gary Cohn e Ernie Colón.

## Storia di pubblicazione
Gemworld debuttò in Amethyst, la Principessa di Gemworld n. 1 (maggio 1983). Gemworld comparve successivamente in The Books of Magic n. 3 di Neil Gaiman (gennaio 1990), e nella serie spin-off Hunter: The Age of Magic, dove Timothy Hunter andò all'accademia proprio lì.

## Storia
La dimensione dove si trova Gemworld è ubicata fu originariamente posseduta dai Signori del Caos. Tuttavia, migliaia di anni fa, quando la magia cominciò a cadere sulla Terra a causa di un cambiamento nell'allineamento delle stelle (causato da una stella trasformante in super nova) la strega Homo Magi Citrina decise di recarvisi e concludere un accordo con i Signori del Caos così che le si potesse permettere di creare un regno per gli Homo magi e le Fate che volevano emigrare dalla Terra. Questo accordo fu mantenuto segreto a tutti gli abitanti di Gemworld, e fu descritta per la prima volta cime un continente che galleggia nel cielo, con un "sole" che le orbita attorno, ovviamente riflettendo le antiche credenze che la Terra fosse piatta, ma fu infine retconnessa in un pianeta in tutto e per tutto. Gemworld contiene una varietà di terreni, e fu colonizzata da culture provenienti da tutto il mondo.
Gemworld è una delle molte dimensioni magiche connesse al Sorcerers' World.

## La natura di Gemworld
Il tempo si muove in modo differente a Gemworld; un abitante di Gemworld cresciuto sulla Terra cambierebbe in una forma più anziana se portato indietro anni dopo, per poi ritornare alla normalità una volta tornato sulla Terra. Funziona anche al contrario, un terrestre cresciuto a Gemworld ringiovanirebbe sulla Terra.

## Abitanti di Gemworld
Il livello di tecnologia di Gemworld è medievale, e il pianeta è diviso in Dodici Case Reali, ognuna rappresentata da un tipo di pietra che si alternano nel governare il regno. Tutti gli abitanti Homo magi di Gemworld possono utilizzare la magia, anche se la maggior parte di loro sono ad un livello iniziale (i pescatori usano gli incantesimi per aiutarsi nella pesca, per esempio). A parte gli Homo magi, Gemworld p la casa di tutte le razze tradizionali di Fate. Ogni reame contiene una vena della propria pietra, e i suoi frammenti sono tolti dalla miniera per arricchire i gioielli della relativa Famiglia Reale e questi gioielli incrementano enormemente i loro poteri magici.

### Le Dodici Case Reali
- Ametista - La Casa di Amethyst è la Casa più potente e, fino al ritorno di Amethyst a Gemworld, rimase senza un leader. Non appena Amy ritornò, mise in azioni eventi che cambiarono Gemworld per sempre.
- Topazio - Inizialmente, il Principe Topazio fu l'amore di Amethyst e il suo supporto più fervente. Con il tempo la storia ebbe un cambiamento tragico, Amy abbandono Topazio e permise che trovasse conforto tra le braccia di Turchese.
- Smeraldo - La Casa di Smeraldo è governata da Lady Emerald, maestra della magia della Natura. Successivamente, Lady Emerald divenne l'entità nota come Fire Jade.
- Pietra di luna - La Casa di Pietra di Luna è alleata della Casa di Amethyst. Il suo capo, Lord Pietra di Luna ha un temperamento frettoloso.
- Zaffiro - La Casa di Zaffiro è alleata con la Casa di Opale a causa dei desideri carnali di Lady Zaffiro.
- Diamante - Casa dei preti Diamante.
- Rubino - Il Regno di Rubino si trova a nord del Lago Rubino. Il suo limite settentrionale fu a lungo reclamato dall'Impero di Onice, che abitualmente lanciò incursioni nel confine in disputa.
- Opale - La Casa di Opale è governata dal dittatore Opale Oscuro. Suo figlio Carnelian nacque sulla Terra e non possiede alcuna caratteristica magica.
- Granato - I Picchi Tempestosi furono un leale alleato della Casa di Amethyst. Anche Lord Granato ebbe un figlio che fu perduto quando tentò di salvare la Regina Emerald all'interno del Vaso di Pandora.
- Onice - La Casa di Onice è alleata alla Casa di Opale. Lord Onice il Signore dei Serpenti successivamente trasferì la sua lealtà a Fire Jade.
- Turchese - La Casa di Turchese è alleata con la Casa di Amethyst. La sua governante è una Signora guerriera di nome Lady Turchese.
- Berillo - La Casa di Berillo è governata da Lord Berillo, maestro della magia dell'Acqua.